# Шанлив
Шанлив (фр. Champlive) насеље је и општина у источној Француској у региону Франш-Конте, у департману Ду која припада префектури Безансон.
По подацима из 2011. године у општини је живело 266 становника, а густина насељености је износила 32,44 становника/km². Општина се простире на површини од 8,2 km². Налази се на средњој надморској висини од 404 метара (максималној 592 m, а минималној 255 m).

## Демографија
| 1962. | 1968. | 1975. | 1982. | 1990. | 1999. | 2011. |
| ----- | ----- | ----- | ----- | ----- | ----- | ----- |
| 103   | 122   | 127   | 168   | 192   | 238   | 266   |

График промене броја становника у току последњих година